# 릴라 (소프트웨어)

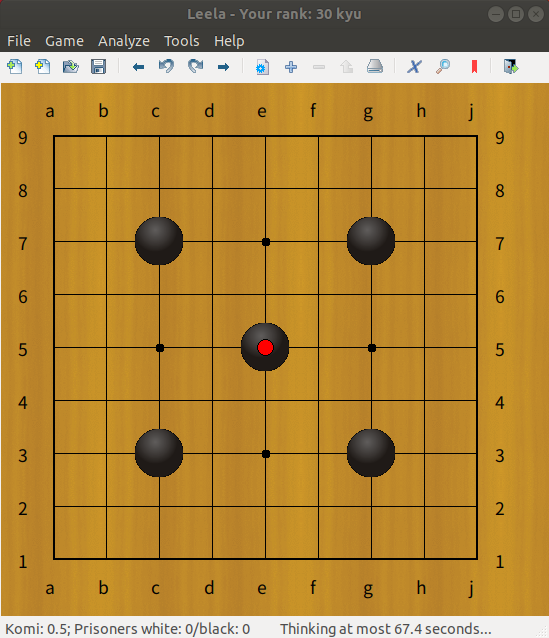

릴라(Leela)는 체스 엔진 Sjeng의 개발자인 벨기에 프로그래머 잔카를로 파스쿠토(Gian-Carlo Pascutto)가 개발한 컴퓨터 바둑 소프트웨어이다. 2008년 컴퓨터 올림피아드에서 19x19 바둑 3위, 9x9 바둑 2위를 차지했고, 2017년 8월 제1회 세계 AI 바둑대회에서 8위를 차지했다. 홈페이지에 따르면 '강력하다'고 한다. 하드웨어에 따라 19 x 19의 경우 9단이다." 프로그램 이름을 "릴라"로 지은 이유는 작가가 "슈레더", "타이거", "반란군"과 같은 이름으로 대표되는 당시 유행했던 스타일과 대조되는 유쾌한 여성 이름을 원했기 때문이다.
2017년 2월 딥 러닝 기술이 적용된 버전이 무료로 출시되었다. 개인용 컴퓨터에서 무료로 사용할 수 있는 전문가 수준에 가까운 최초의 바둑 엔진이었다.
릴라는 파스쿠토와 협력업체가 2017년 말부터 개발한 더욱 강력한 프로그램인 릴라 제로와는 구별된다.

## 같이 보기
- 릴라 제로